# Christoph Foth
Christoph Foth (* 1. Januar 1991) ist ein deutscher Handballspieler.

## Karriere
Christoph Foth spielte in der Jugend bei der JSG Balingen-Weilstetten, der gemeinsamen Handball-Jugendabteilung des TV Weilstetten und der HBW Balingen-Weilstetten. Am 5. Oktober 2011 gab der 1,91 Meter große Kreisläufer sein Bundesligadebüt im Spiel der HBW Balingen-Weilstetten gegen den THW Kiel. Seit der Saison 2012/13 gehört er fest dem Kader der ersten Männermannschaft der HBW an. Nachdem Foth anfangs mit der HBW in der Bundesliga gespielt hatte, stieg er 2017 in die 2. Bundesliga ab. Nach der Saison 2017/18 beendete Foth studienbedingt seine Profikarriere, jedoch lief er weiterhin für die 2. Mannschaft vom HBW Balingen-Weilstetten auf. Im Oktober 2022 wurde er vom Drittligisten VfL Pfullingen verpflichtet.
Im Januar 2023 wechselte er zur HSG Ostfildern in die Württembergliga. Im Oktober 2023 schloss er sich dem TSV Neuhausen an.
Foth bestritt zwei Länderspiele für die deutsche Juniorennationalmannschaft.
Er trainierte die männliche A-Jugend-Mannschaft der JSG Balingen-Weilstetten.

## Sonstiges
Foth studiert Rechtswissenschaften an der Eberhard Karls Universität Tübingen. Bei der Kommunalwahl am 26. Mai 2019 wurde er als Mitglied in den Gemeinderat der Stadt Balingen gewählt.